# Moshtari Hilal
Moshtari Hilal (* 1993 in Kabul) ist eine deutsche freischaffende, meist visuell arbeitende Künstlerin, Kuratorin und Autorin.

## Leben
Hilal wurde 1993 in Kabul geboren und emigrierte im Alter von zwei Jahren nach Deutschland. Nach dem Abitur kehrte sie nach Kabul zurück. 2016 eröffnete sie das Festival Clinch in Hannover und wurde zum Literarischen Colloquium Berlin eingeladen, wo sie mit dem Autor Senthuran Varatharajah ihre Ausstellung The Girl with the Moustache zeigte.
Sie studierte Islamwissenschaft in Hamburg, Berlin und London mit Schwerpunkt auf Gender und Decolonial Studies und ist Mitgründerin des Kollektivs „Afghan Visual Arts and History“ sowie des Rechercheprojekts „Curating Through Conflict with Care“.
Hilal lebt in Berlin und Hamburg.

## Werk
Sowohl in Hilals visuellen und illustrativen Arbeiten als auch in ihrem Buch „Hässlichkeit“, das 2023 im Hanser-Verlag erschien, beschäftigt sich Hilal mit Gesichtern und den Sehgewohnheiten der westlichen Gesellschaft. Sexismus, Rassismus, Antisemitismus und Diskriminierung bestimmten, was Menschen als schön oder hässlich empfinden. Der westliche Blick reproduziere immer wieder nur beschränkte Bilder. In ihren Arbeiten werden immer wieder die Normen hinterfragt, in denen Menschen sich bewegen. Das Selbstverständnis wird auf den Prüfstand gestellt und historisch kontextualisiert. Jugend und Gesundheit gehörten zum Kern von Schönheitsvorstellungen, über Kulturen und Epochen hinweg. Krankheit und Tod seien zudem die universelle und ultimative Hässlichkeit.
„Die Versöhnung mit der Hässlichkeit wird mich weiterhin begleiten. Ich werde sie mir jeden Tag aufs Neue abverlangen müssen, werde mich jeden Tag erinnern müssen, werde meinen Blick ermahnen müssen, und meine Angst und meinen Ekel hinterfragen.“
Mit Hässlichkeit Frieden zu schließen sei ein Prozess, der Ausdauer und Mut erfordere.
Gemeinsam mit ihrer Schwester Zuhra Hilal betreibt sie das „Studio Hilal“, ein Designprojekt, das sich mit Drucken auf Textilien an der Schnittstelle von Kunst, Mode und Geschichtenerzählen befasst. Seit Februar 2021 ist sie Kokuratorin einer Gesprächsreihe mit Sinthujan Varatharajah, einer Person die in politischer Geografie und essayistisch tätig ist.

## Sonstiges
Hilal plädiert im Hinblick auf deutsche Menschen für die Bezeichnung "Menschen mit Nazi-Hintergrund", als Gegenentwurf zu der Bezeichnung "Menschen mit Migrationshintergrund".

## Auszeichnungen
- Villa-Serpentara-Stipendium 2023[12]
- Hamburger Literaturpreis, Sachbuch des Jahres 2023 für Hässlichkeit[13]

## Ausstellungen
- 2023: Kindheit(en). Von Erinnerungen in der Kunst, Haus Coburg | Städtische Galerie Delmenhorst, DE[14]

## Veröffentlichungen
- mit Sinthujan Varatharajah: Englisch in Berlin. Ausgrenzungen in einer kosmopolitischen Gesellschaft / English in Berlin. Wirklichkeit Books, Berlin 2022 (deutsch/englisch). ISBN 978-3-948200-14-5.
- Hässlichkeit. Hanser, München 2023, ISBN 978-3-446-27682-6.
- mit Sinthujan Varatharajah: Hierarchien der Solidarität/Hierarchies of Solidarity. Wirklichkeits Books, Berlin 2024 (deutsch/englisch). ISBN 978-3-948200-18-3.